# 菲律賓三趾翠鳥
菲律賓三趾翠鳥為菲律賓的翠鳥科特有物種，分布於呂宋島、波利略群島、卡坦端內斯島、巴西蘭島、薩馬島、雷伊泰島和民答那峨島等地。該物種的自然棲息地為熱帶潮濕的低地森林，然而該種棲息地因受到人類活動的影響而面臨棲息地破壞的威脅。

## 分類和描述

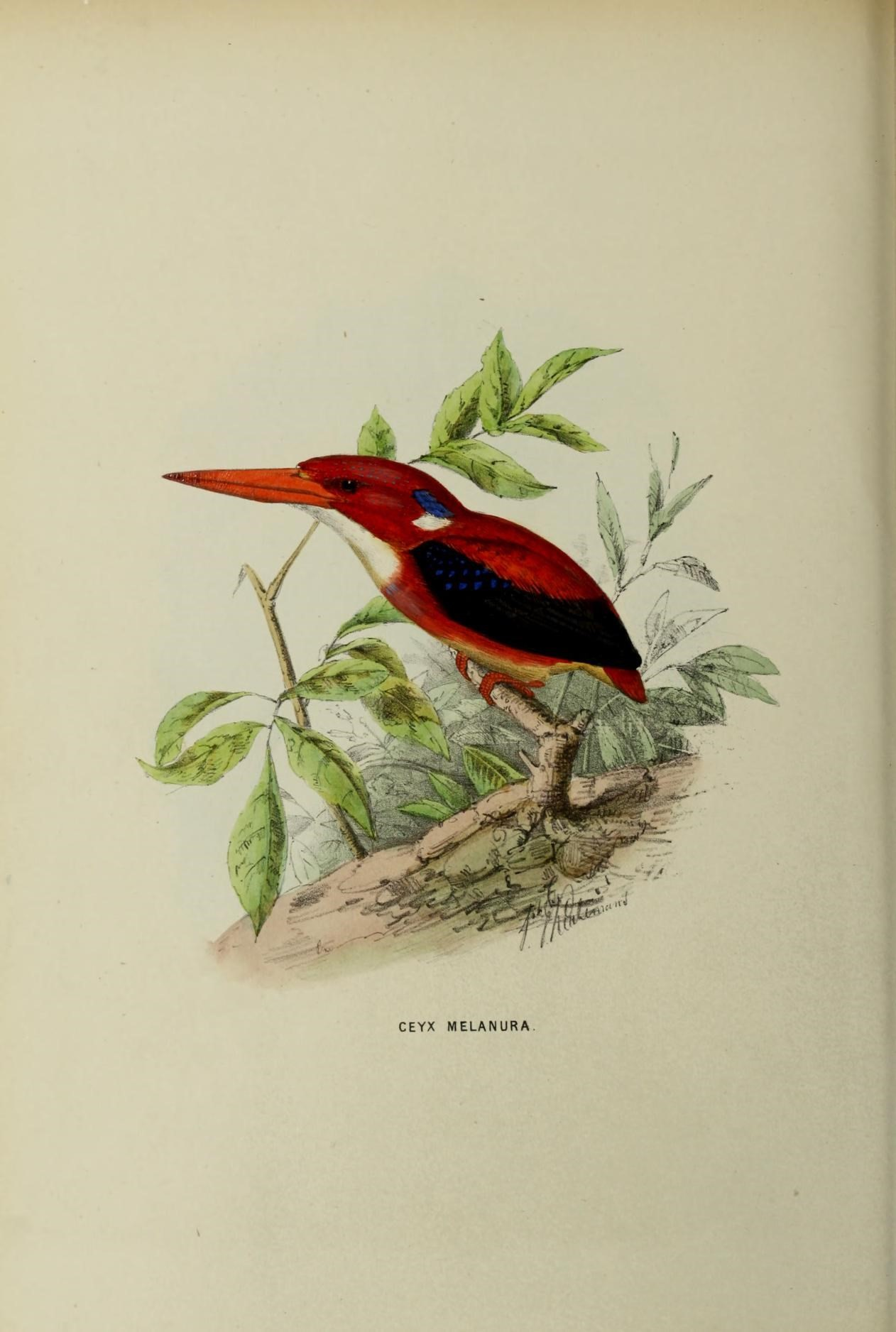
約翰·傑拉德·柯爾曼斯所繪之亞種插圖

菲律賓三趾翠鳥為一種體型較小的翠鳥，外觀主要為橙色，喙和腿為紅色，腹部為白色。它具有淡紫色的色調，分布在南方的亞種該特徵更為強烈，而北方的亞種則具有深藍色斑點翅膀。
1848年，德國博物學家約翰·雅可布·庫普（Johann Jakob Kaup）以二名法Alcedo melanura正式對菲律賓三趾翠鳥進行首次的物種描述。其中種小名來自古希臘語melanouros，意思為“有一條黑色的尾巴”。菲律賓三趾翠鳥現在被歸入三趾翠鳥屬（Ceyx ），該屬由法國博物學家貝爾納·熱爾曼·德·拉塞佩德於1799年引入。

### 亞種
菲律賓三趾翠鳥有三個已確認亞種：
- C. m. melanurus（Kaup, 1848）黑尾三趾翠鳥－呂宋島、波利略島、阿拉巴特島（英语：Alabat Island）和卡坦端內斯島（菲律賓北部）
- C. m. samarensis Steere（1890）薩馬三趾翠鳥－薩馬島和雷伊泰島（菲律賓中東部）
- C. m. mindanensis Steere（1890）民答那峨三趾翠鳥－民答那峨島和巴西蘭島（菲律賓南部）

分布於菲律賓南部的亞種民答那峨三趾翠鳥（C. m. mindanensis）有時被視為一個獨立的物種，並與薩馬三趾翠鳥被《世界鳥類手冊》歸類為Ceyx mindanensis及Ceyx samarensis。這兩種提議的物種與菲律賓北部的黑尾三趾翠鳥相比後者有深藍色斑點的翅膀和耳朵且體型略小，而這兩種三趾翠鳥則具有更明顯的淡紫色色調，且整體體型更大、橙色分佈更均勻。2020年3月，C. m. mindanensis由米格爾·大衛·德萊昂（Miguel David De Leon）所領導的羅伯特·甘迺迪保護協會（Robert S. Kennedy Conservation Society）在卡加延德奧羅首次拍攝記錄。

## 棲息地和保護狀況
菲律賓三趾翠鳥棲息於海拔750米以下的低地原生林和次生林中，且物種較喜歡降雨量大的地區。
IUCN紅色名錄在遵循《世界鳥類手冊》所作的評估中，該物種與北方和南方亞種同時進行評估，並都被評估為易危物種，據信種群數量正在下降。南部亞種的成熟個體數量估計較低，約為2,500至9,999隻，北部亞種的估計數量為10,000至19,999隻。該物種的主要威脅為棲息地破壞，森林棲息地因砍伐、農業轉化和採礦活動而被大規模清除。
目前沒有針對菲律賓三趾翠鳥的專門保護計劃，皆為隸屬分佈範圍內保護區的保護計畫中，如北馬德雷山脈自然公園、巴丹國家公園、薩馬島自然公園和奇坦蘭山國家公園，但對伐木者和獵人的嚇阻和執法仍然較鬆散。

## 外部鏈接
- "How an Eye Surgeon Got a Picture of This Rare Pastel Bird" （页面存档备份，存于）
- BirdLife Species Factsheet （页面存档备份，存于）